# Sophora pachycarpa
Sophora pachycarpa är en ärtväxtart som beskrevs av Carl Anton von Meyer. Sophora pachycarpa ingår i släktet soforor, och familjen ärtväxter. Inga underarter finns listade i Catalogue of Life.